# Абаев, Константин Витальевич
Константин Витальевич Абаев (17 июня 1999 года, Калининград, Россия) — российский волейболист, связующий клуба «Зенит» (Казань). Чемпион Европы и MVP турнира среди молодёжных команд (2018). Сын волейболиста Виталия Абаева.

## Биография, карьера
С 9 лет занимался волейболом в калининградской СШОР № 10 у Виталия Могильникова и Владимира Алексеева. В 2012 году переехал учиться в спортивный интернат новосибирского «Локомотива».
В составе мужской молодёжной сборной, участвовал в чемпионате Европы U-20, где сборная взяла золотую медаль. Был признан самым ценным игроком сборной.
После завоевания титула чемпиона России, «Локомотив» пошёл на омоложение состава, в котором на Константина возлагаются серьёзные надежды. В сезоне 2019 года он занимал место второго пасующего, всё время находясь в основном составе.
Константин владеет английским, и считает рост игрока не самым главным качеством для успеха в волейболе.